# Atoll Alphonse
Pour les articles homonymes, voir Alphonse.
L'atoll Alphonse est un atoll des Seychelles dans l'océan Indien. Il ne comporte qu'une unique île, l'île Alphonse, qui compte 300 habitants, un hôtel pour touristes et un petit aéroport.

## Géographie

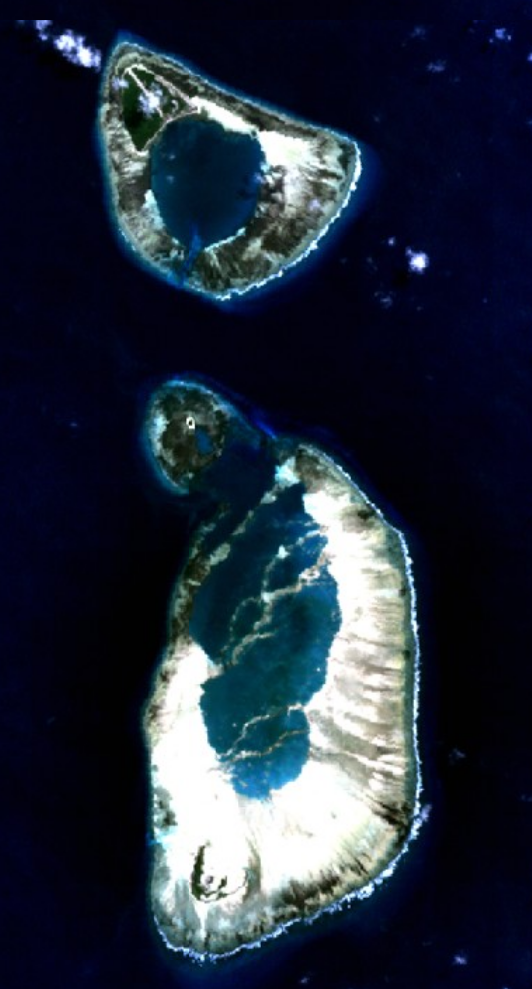
Image satellite du groupe Alphonse avec l'atoll Saint-François en bas et l'atoll Alphonse en haut.

L'atoll Alphonse est situé dans le centre des Seychelles et des îles Extérieures, à 87 kilomètres au sud des îles Amirante et à environ 400 kilomètres au sud-ouest de Mahé, l'île principale du pays. Il est l'un des deux atolls du groupe Alphonse, le deuxième étant l'atoll Saint-François situé à trois kilomètres au sud. De forme triangulaire avec environ trois kilomètres de diamètre, il est le plus petit atoll du groupe Alphonse avec 8 km2 de superficie totale, lagon inclus, pour 1,74 km2 de terres émergées. Ces terres émergées sont représentées par l'île Alphonse, la seule de l'atoll, dans l'angle Nord-Ouest de l'atoll.
L'île Alphonse est d'origine coralliennes et couverte d'une végétation tropicale. Ses côtes sont composées de plage de sable. De forme triangulaire, elle repose sur le récif corallien qui se prolonge vers le sud-est et le sud pour former un lagon circulaire fermé.

## Histoire
Peut-être découvert plus tôt par les Africains ou des marins Arabes ou Indiens, l'atoll Alphonse est découvert avec certitude le 28 janvier 1730 par Alphonse de Pontevez, le commandant français de la frégate Le Lys, qui nomme vraisemblablement l'atoll en son honneur.
La production de coprah et d'huile de noix de coco se développe alors avec la plantation de cocoteraies. Jusque dans les années 1990, cette activité restera la principale ressource économique de l'île. Les cocoteraies sont exploitées par une main-d'œuvre qui vit aussi de l'agriculture vivrière. Cette activité agricole cesse avec la construction de l'Alphonse Island Resort, un hôtel, dans les années 1990.

## Démographie et infrastructures
L'atoll Alphonse compte 300 habitants qui se trouvent dans l'Est de l'île Alphonse. Cette dernière comporte aussi un aéroport relié une fois par semaine à celui de Mahé et dont la piste parcours l'île dans toute sa longueur, un hôpital, une jetée sur sa côte sud-est et un hôtel, l'Alphonse Island Resort, sur sa côte nord-est. La présence de cet hôtel composé de bungalows occasionne de fréquentes excursions vers l'île Bijoutier et l'île Saint-François sur l'atoll Saint-François au sud. Malgré la présence de quelques pistes, les principaux moyens de locomotion sur l'île sont la marche et les vélos.